# Goiana
Goiana là một đô thị thuộc bang Pernambuco, Brasil. Đô thị này có diện tích 492,2 km², dân số năm 2007 là 71740 người, mật độ 145,75 người/km².